# Гусаров, Григорий Андреевич
Григорий Андреевич Гусаров (1906-1943) — сержант Рабоче-крестьянской Красной Армии, участник Великой Отечественной войны, Герой Советского Союза (1944).

## Биография
Родился 6 февраля 1906 года в деревне Старая Олешня (ныне — Рогачёвский район Гомельской области Белоруссии) в семье крестьянина. После окончания начальной школы работал в колхозе, проживал в деревне Холма Назаровского района Красноярского края. 
В августе 1941 года был призван на службу в Рабоче-крестьянскую Красную Армию. С сентября этого же года — на фронтах Великой Отечественной войны. Участвовал в боях на Смоленском направлении, Полтавско-Кременчугской операции. В боях четыре раза был ранен. К сентябрю 1943 года гвардии сержант Григорий Гусаров командовал отделением 184-го гвардейского стрелкового полка 62-й гвардейской стрелковой дивизии 37-й армии Степного фронта. Отличился во время битвы за Днепр.
28 сентября 1943 года одним из первых переправился через Днепр в районе села Мишурин Рог Верхнеднепровского района Днепропетровской области Украинской ССР, захватил плацдарм и отражал многочисленные вражеские контратаки вместе со своим отделением. 4 октября, когда выбыл из строя командир взвода, заменил его собой и вместе со взводом занял более выгодный рубеж, что способствовало успешной переправе остальных полковых подразделений. В дальнейшем участвовал в Пятихатской и Знаменской операциях. 23 декабря 1943 года Гусаров погиб в одном из боёв в Смелянском районе Черкасской области Украинской ССР. Был похоронен в братской могиле в лесу у высоты 100,0 в Смелянском районе, позднее перезахоронен в село Белозорье Черкасского района.
Указом Президиума Верховного Совета СССР «О присвоении звания Героя Советского Союза офицерскому, сержантскому и рядовому составу Красной Армии» от 22 февраля 1944 года за «образцовое выполнение боевых заданий командования при форсировании реки Днепр, развитие боевых успехов на правом берегу реки и проявленные при этом отвагу и геройство» был удостоен посмертно высокого звания Героя Советского Союза. Был также награждён орденом Ленина и рядом медалей.